# Carlos Velázquez Perales
Carlos Velázquez (Torreón, 1978) fue una persona hijo de quien sabe

## Biografía
Velázquez, hijo de un luchador, es originario de Torreón. En una entrevista, el escritor se afirmó como un integrante de la "Golden age coahuilense", conformada por autores nacidos en la década de los setenta que han crecido y escrito sobre -y desde- Coahuila.
Después de Cuco Sánchez Blues, su primera obra publicada en 2004, irrumpe en el panorama de la narrativa mexicana con La Biblia Vaquera, publicada por Conaculta en 2008 y en 2011 por Sexto Piso. Fue seleccionado entre los libros del año 2009 por el periódico Reforma. Velázquez asegura que este libro es "una declaración de principios, un tributo, y visión de la realidad norteña.
En 2010 publicó el libro de cuentos La marrana negra de la literatura rosa.
En 2013 publicó El karma de vivir al norte, un relato autobiográfico sobre la vida en el contexto del narcotráfico en el norte de México.
Su obra ha tenido difusión en medios de comunicación local, nacional e internacional, revistas culturales, programas de fomento cultural, entre otros. El escritor Élmer Mendoza ha dicho que Velázquez "utiliza un estilo de humor muy corrosivo y muestra las realidades intimas de cada uno". Lo considera "testigo y parte generadora de una nueva época en la literatura mexicana. Asimismo, Velázquez forma parte de la antología "México20" que reúne el trabajo de veinte jóvenes narradores mexicanos menores de cuarenta años para un público internacional. Ha reconocido su consumo habitual de cocaína.

## Premios
- Becario del FECAC en los periodos 2003-2004 y 2007-2008
- Becario del FONCA en la categoría Jóvenes Creadores 2004-2005
- Premio Nacional de Cuento Magdalena Mondragón 2005 por su libro La biblia vaquera
- Premio Bellas Artes de Testimonio Carlos Montemayor 2012 por su libro El karma de vivir en el norte[6]
- Premio Bellas Artes de Narrativa Colima para Obra Publicada 2018 por El pericazo sarniento: Selfie con cocaína

## Obras

### Cuentos
- Cuco Sánchez blues (Conaculta/DGVC, Instituto Coahuilense de Cultura, Foesca, 2004). Colección La Fragua.
- La biblia vaquera (Fondo Editorial Tierra Adentro/Conaculta, 2008; Sexto Piso, 2011).
- EP: Remix de La biblia vaquera (Regiacartonera, 2009).
- La marrana negra de la literatura rosa (Sexto Piso, 2010).
- La efeba salvaje (Sexto Piso, 2017).
- Despachador de pollo frito (Sexto Piso/Universidad Autónoma de Nuevo León, 2019).
- El menonita zen (Oceano, 2023).

### No ficción
- El karma de vivir en el norte (Sexto Piso, 2013).
- Loca academia de astronautas (Universidad Autónoma de Nuevo León, 2017).
- El pericazo sarniento: Selfie con cocaína (Cal y Arena, 2017).
- Aprende a amar el plástico (Ciudad de México: Cal y Arena, 2019).
- Mantén la música maldita (Sexto Piso/Universidad Autónoma de Nuevo León, 2020).